# Jan Wüstenfeld
Jan Christoph Wüstenfeld (Hannover, 26 giugno 1975) è un allenatore di biathlon ed ex biatleta tedesco.
È marito di Katja Beer, a sua volta biatleta di alto livello.

## Biografia

### Carriera sciistica
In Coppa del Mondo ottenne il primo risultato di rilievo il 6 dicembre 1997 a Lillehammer (74°), il primo podio il 14 dicembre successivo a Östersund (2°) e l'unica vittoria il 18 dicembre sempre del 1997 a Kontiolahti.
In carriera prese parte a un'edizioni dei Giochi olimpici invernali, Nagano 1998 (32° nell'individuale).

### Carriera da allenatore
Dopo il ritiro è diventato allenatore dei biatleti nei quadri della nazionale tedesca.

## Palmarès

### Coppa del Mondo
- Miglior piazzamento in classifica generale: 26º nel 1998
- 5 podi (3 individuali, 2 a squadre[2]):
  - 1 vittoria (individuale)
  - 2 secondi posti (a squadre)
  - 2 terzi posti (individuali)

#### Coppa del Mondo - vittorie
| Data             | Località    | Nazione   | Spec. |
| ---------------- | ----------- | --------- | ----- |
| 18 dicembre 1997 | Kontiolahti | Finlandia | SP    |

Legenda:

SP = sprint